# Полозков, Иван Кузьмич
Ива́н Кузьми́ч Полозко́в (род. 16 февраля 1935, село Ефросимовка, Курская область) — советский и российский политический и государственный деятель.

## Биография
Родился в семье колхозника.
В 1957—1969 гг. находился на комсомольской и партийной работе в Солнцевском районе Курской области (последовательно: председатель районного комитета по физической культуре и спорту, второй секретарь райкома комсомола, первый секретарь райкома комсомола, инструктор райкома партии, заместитель заведующего отделом парткома производственного колхозно-совхозного управления, секретарь, второй секретарь райкома партии).
В 1969—1972 гг. — заместитель заведующего отделом Курского обкома партии.
В 1972 году — председатель Рыльского райисполкома.
С 1973 по 1985 гг. — работал в аппарате ЦК КПСС.
С 3 июня 1985 по 25 июля 1990 гг. — первый секретарь Краснодарского крайкома КПСС, одновременно, с апреля 1990 года, — председатель Краснодарского краевого Совета народных депутатов.
В апреле 1989 года был избран народным депутатом СССР от Краснодарского национально-территориального округа № 15. 23 мая 1990 года отказался от полномочий в связи с избранием (?) Народным депутатом РСФСР. На повторных выборах по данному округу был избран генерал КГБ в отставке О. Д. Калугин.
На I Съезде народных депутатов РСФСР, проходившем 16 мая — 22 июня 1990 года, баллотировался на пост Председателя Верховного Совета РСФСР, являясь основным кандидатом от консервативных (коммунистических) сил. Ему противостоял Борис Николаевич Ельцин, рассматривающийся как кандидат либерального крыла Съезда. Два тура голосования на Съезде не принесли победы ни Полозкову, ни Ельцину (последний в обоих турах лидировал с небольшим перевесом). После чего коммунисты заменили кандидатуру Полозкова на А. В. Власова, у которого Ельцин выиграл, набрав на 4 голоса больше «проходного балла». Как впоследствии вспоминал сам Иван Кузьмич, «перед решающим голосованием я объективно опережал Бориса Николаевича голосов на 120—130. И тут меня вызвали на Политбюро и в приказном порядке велели снять кандидатуру, якобы чтобы не допустить раскола съезда».
22 июня 1990 года был избран первым секретарём ЦК только созданной КП РСФСР. На данном посту зарекомендовал себя жёстким политиком консервативного направления, противником горбачёвского курса «перестройки» и ельцинских реформ. В тоже время Михаил Васильевич Попов замечал: "В создании КП РСФСР мы участвовали таким образом, что Горбачеву пришлось срочно начать создавать эту Компартию, иначе мы создали бы ее в прямой противоположности той верхушке, которая была. И вот он нашел фигуру этого Полозкова, который как бы всех устраивал, который всех гасил, с таким характером: «Ме…Ме...» Он сам никакой ревизии не делал, но он очень был недоволен нашей деятельностью".
Иван Кузьмич Полозков в 1990 году первым выступил на заседании Совета министров СССР по вопросу дела кооператива «АНТ».
Член ЦК КПСС (1986—1991). Избирался членом Политбюро ЦК КПСС (14 июля 1990 года — 6 ноября 1991 года).
6 августа 1991 года Пленум ЦК КП РСФСР удовлетворил просьбу И. К. Полозкова об освобождении его от должности первого секретаря и члена Политбюро ЦК КП РСФСР; вместо него на должность первого секретаря был избран В. А. Купцов, а сам Полозков занимал после этого некоторое время должность заместителя министра сельского хозяйства СССР. Как вспоминает Виктор Тюлькин: "8 августа 1991 года состоялся последний перед ГКЧП Пленум ЦК КП РСФСР, на котором измученный, измочаленный Полозков подал в отставку под напором шквала огня в демократических СМИ и оголтелой травли со стороны демократов в КПСС".
В 1989—1991 гг. — народный депутат СССР. В 1990—1993 гг. — народный депутат России.
Одновременно был трижды народным депутатом — народным депутатом СССР, народным депутатом РСФСР и народным депутатом Краснодарского края. Поскольку это было нарушением (разрешалось быть народным депутатом не более чем от двух образований), сложил с себя обязанности народного депутата СССР.
В настоящее время входит в консультативный Совет при ЦК КПРФ; советник Российской национальной службы экономической безопасности; является членом Совета Региональной общественной организации — союза общественных объединений «Ассоциация землячеств»; согласно тексту указа мэра Москвы от 10 июня 2008 года, является членом комиссии по культурной, информационной и градостроительной политике и комиссии по регламенту, этике и совершенствованию деятельности Общественного совета города Москвы, первый заместитель председателя Совета Курского землячества в Москве.

## Образование
- 1965 год — окончил Всесоюзный заочный финансово-экономический институт.
- 1977 год — заочную Высшую партийную школу при ЦК КПСС.
- 1980 год — Академию общественных наук при ЦК КПСС (ныне РАГС).

## Хобби
Пишет стихи, увлекается пейзажной живописью.